# Groeipakket
Het groeipakket is de naam van de geregionaliseerde kinderbijslag in Vlaanderen.
In de zesde staatshervorming (2011) werd bepaald dat de kinderbijslag geen federale materie meer was.
De nieuwe regeling werd uitgewerkt door minister Vandeurzen, en startte op 1 januari 2019.
Het systeem is vanaf dan niet meer afhankelijk van het socio-professioneel statuut van de moeder, maar van de woonplaats.
Betaling gebeurt door vijf 'uitbetalers' die zijn ontstaan uit fusies van de kinderbijslagfondsen. De bedragen en voorwaarden zijn hetzelfde bij alle uitbetalers.
De meest tastbare wijziging langs Vlaamse kant is dat het basisbedrag van € 163,20 per maand gelijk is voor elk kind geboren vanaf 1 januari 2019, ongeacht het aantal andere kinderen in het gezin. Voor de oudere kinderen blijft de oude regeling behouden.

## Onderdelen
Het groeipakket bestaat uit verschillende onderdelen:
- Eenmalig startbedrag, gelijk voor elk pasgeboren (of geadopteerd) kind, bestond al als kraamgeld
- Basisbedrag, gelijk voor elk kind geboren vanaf 1 januari 2019
- Schoolbonus, klein extra bedrag bij de start van het schooljaar, stijgt met de leeftijd, bestond al
- Kleutertoeslag, jaarlijks bedrag voor schoolgaande kleuters van 3 en 4 jaar, afgeschaft vanaf 2025
- Zorgtoeslag, variabel bedrag, bestond vroeger als bv. wezengeld
- Ondersteuningstoeslag, vast bedrag, voor kinderen tot 21 jaar met hoge zorgbehoefte, vervangt sinds 2023 basisondersteuningsbudget
- Sociale toeslag, variabel bedrag, vervangt bv. de verhoogde kinderbijslag langdurig werklozen
- Selectieve participatietoeslag (schooltoeslag), variabel bedrag, vervangt bv. de schooltoelage

## Overgang
Kinderen geboren vóór 2019 behouden het basisbedrag uit de oude kinderbijslag. Daarbij speelde het een rol het hoeveelste kind in het gezin het was: het basisbedrag was progressief per extra kind, tot aan een maximum. 
Nieuwe kinderen geboren vanaf 2019, al of niet in hetzelfde gezin, krijgen allemaal hetzelfde basisbedrag. De bijkomende bedragen gaan wel volledig over naar het nieuwe systeem van het groeipakket en zijn dus hetzelfde voor kinderen van voor en na 1 januari 2019.

## Kritiek op het 'groeipakket'
In januari 2018 had de Raad van State kritiek geuit op de nieuwe regeling omdat de ongelijke behandeling van gelijkaardige gezinnen ‘niet evenredig’ is. Een gezin dat al twee of meer kinderen heeft, krijgt 27.541 euro minder als het bijkomende kind in 2019 geboren werd. Een vader van twee kinderen stapte in december 2018 ook naar het Grondwettelijk Hof tegen het vernieuwde systeem. Ongeveer een jaar later, in december 2019, oordeelde het Hof in zijn arrest in de zaak dat de nieuwe regeling niet discriminerend was en dus kon blijven bestaan.